# Fort Dirks Admiraal
Fort Dirks Admiraal is een voormalig fort met drie bastions in Den Helder. Het fort werd door de Fransen in de jaren 1812-1813 gebouwd onder de naam l’Ecluse. Het fort kreeg op 28 juli 1814 de naam Dirksen Admiraal, genoemd naar Cornelis Dirkszoon, tijdens de tachtigjarige Oorlog burgemeester van Monnickendam.
Het fort werd tot batterij omgebouwd in de periode 1880-1890. Onder de Duitse bezetting werd het omgebouwd tot luchtdoelbatterij.
De staf- en legeringsgebouwen van het Luchtdoelartillerieschietkamp waren op het fort gevestigd en zijn later in gebruik geweest als asielzoekerscentrum. In 2014 zijn de bunkers op het fort uitgegraven, ontdaan van puin en is er een wandelpad aangelegd.